# Przysiółek

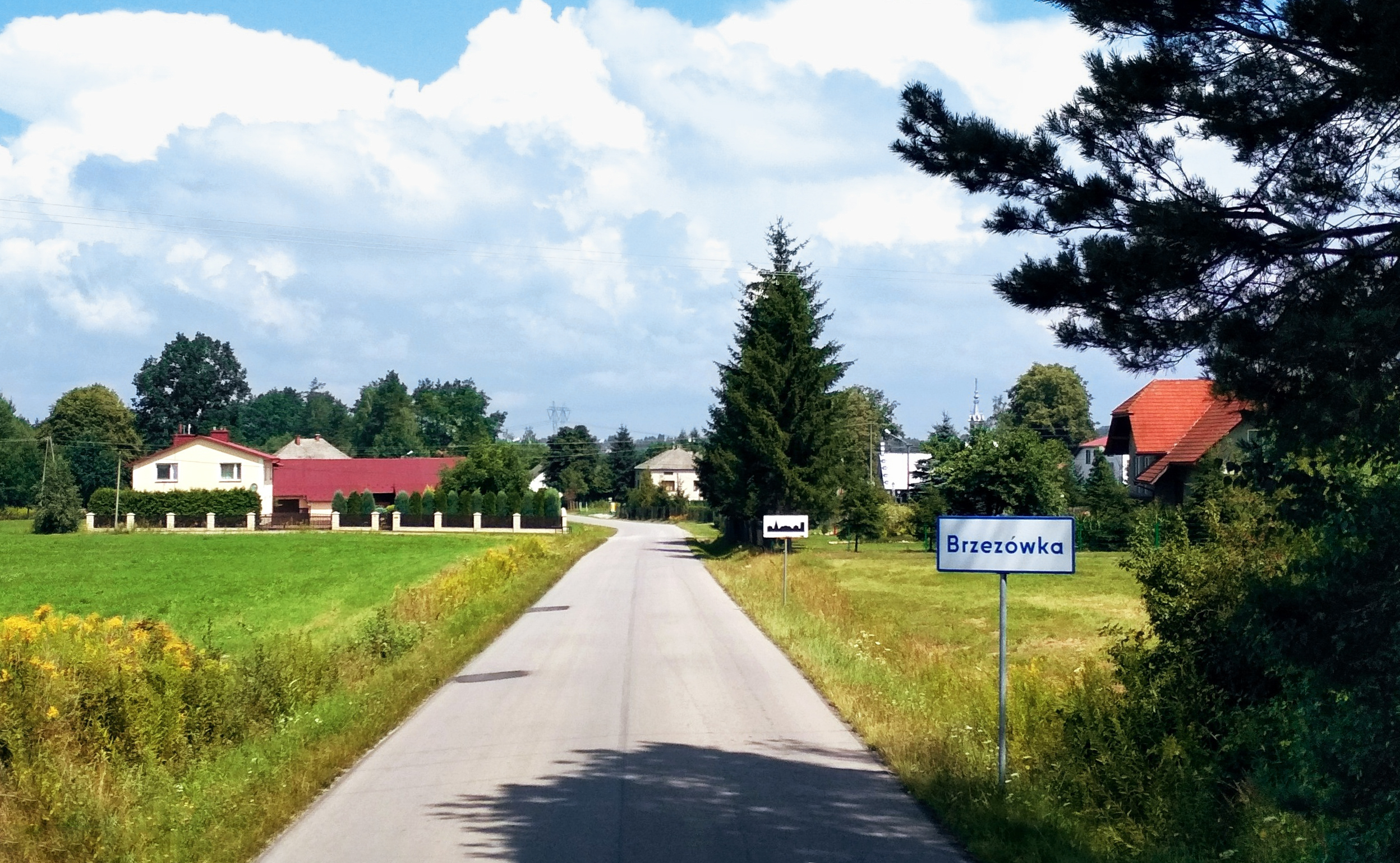
Brzezówka – miejscowość stanowiąca przysiółek wsi Domatków, w gminie Kolbuszowa, powiecie kolbuszowskim

Przysiółek – rodzaj miejscowości, skupisko kilku gospodarstw położonych poza zwartą zabudową wsi, mogące stanowić jej integralną część.
Zgodnie ze schematem aplikacyjnym załączonym do rozporządzenia z dnia 21 lipca 2021 r. w sprawie ewidencji miejscowości, ulic i adresów, przysiółek można zaliczać do rodzaju miejscowości, tak jak zaliczane są miasta i wsie.
Dopuszcza to np. do tworzenia jednostek pomocniczych gmin, jakimi są sołectwa oraz stosowanie w przysiółkach tablic koloru zielonego z białą nazwą, mówiących o wjeździe i wyjeździe z miejscowości (E-17a i E-18a), a także drogowskazów, np. oznakowania typu E-4 kierującego do przysiółków.
W różnych regionach Polski używa się innych nazw na oznaczenie przysiółków: rola, kolonia lub osiedle, na Pomorzu, Warmii i Mazurach – wybudowanie, a na Kaszubach – pustki.
W miastach czasami także spotyka się określenie „przysiółek” (lub „przedmieście”). Jest ono jednak najczęściej uwarunkowane historycznie (np. wieś miała przysiółek, potem otrzymała prawa miejskie, ale w nazwie ten przysiółek dalej funkcjonuje).
W Wielkopolsce, w żargonie geodetów, przysiółek oznacza wieś niestanowiącą samodzielnego obrębu ewidencyjnego.